# Japan Ice Hockey League 1979/80
Die Saison 1979/80 war die 14. Spielzeit der Japan Ice Hockey League, der höchsten japanischen Eishockeyspielklasse. Meister wurden zum insgesamt vierten Mal in der Vereinsgeschichte die Ōji Eagles. Topscorer mit 31 Punkten wurde Wladimir Schadrin von Meister Ōji Eagles.

## Modus
In der Regulären Saison absolvierte jede der sechs Mannschaften insgesamt 15 Spiele. Der Erstplatzierte nach der Regulären Saison wurde Meister. Für einen Sieg erhielt jede Mannschaft zwei Punkte, bei einem Unentschieden einen Punkt und bei einer Niederlage null Punkte.

## Reguläre Saison

### Tabelle
|    | Team                                | GP | W  | L  | T | GF  | GA  | Pts |
| -- | ----------------------------------- | -- | -- | -- | - | --- | --- | --- |
| 1. | Ōji Eagles                          | 15 | 10 | 1  | 4 | 114 | 41  | 24  |
| 2. | Seibu Prince Rabbits                | 15 | 9  | 2  | 4 | 74  | 33  | 22  |
| 3. | Kokudo Ice Hockey Club              | 15 | 9  | 2  | 4 | 73  | 43  | 22  |
| 4. | Jūjō Papaer Kushiro Ice Hockey Club | 15 | 6  | 6  | 3 | 55  | 66  | 15  |
| 5. | Furukawa Ice Hockey Club            | 15 | 2  | 12 | 1 | 21  | 101 | 5   |
| 6. | Snow Brand Ice Hockey Club          | 15 | 1  | 14 | 0 | 41  | 94  | 2   |

GP = Spiele, W = Siege, L = Niederlagen, T = Unentschieden

### Topscorer
Abkürzungen: T = Tore, A = Assists, P = Punkte
|    | Spieler           | Team   | T  | A  | P  |
| -- | ----------------- | ------ | -- | -- | -- |
| 1. | Wladimir Schadrin | Ōji    | 17 | 14 | 31 |
| 2. | Sadaki Honma      | Ōji    | 17 | 13 | 30 |
| 2. | Garry Monahan     | Seibu  | 13 | 17 | 30 |
| 4. | Scott MacLeod     | Jujo   | 8  | 19 | 27 |
| 5. | Seppo Repo        | Kokudo | 13 | 11 | 24 |
| 6. | Juhani Tanminen   | Kokudo | 10 | 13 | 23 |
| 7. | Hideo Urabe       | Ōji    | 14 | 8  | 22 |
| 8. | Shinji Sawazaki   | Jujo   | 16 | 5  | 21 |
| 9. | Satoru Misawa     | Seibu  | 12 | 8  | 20 |
| 9. | Tsuyoshi Azuma    | Ōji    | 7  | 13 | 20 |

## Auszeichnungen
- Most Valuable Player – Hideo Urabe, Ōji Eagles
- Rookie of the Year – Kenji Shigeno, Jujo Ice Hockey Club

## All-Star-Team
| Tor          | Kazuo Shintani (Ōji) | Kazuo Shintani (Ōji) | Kazuo Shintani (Ōji) | Kazuo Shintani (Ōji) | Kazuo Shintani (Ōji)   | Kazuo Shintani (Ōji)   |
| Verteidigung | Juri Ljapkin (Ōji)   | Juri Ljapkin (Ōji)   | Juri Ljapkin (Ōji)   | Koji Wakasa (Ōji)    | Koji Wakasa (Ōji)      | Koji Wakasa (Ōji)      |
| Sturm        | Hideo Urabe (Ōji)    | Hideo Urabe (Ōji)    | Sadaki Honma (Ōji)   | Sadaki Honma (Ōji)   | Satoru Misawa (Kokudo) | Satoru Misawa (Kokudo) |